# Małgorzata Kalinowska-Iszkowska
Małgorzata Kalinowska-Iszkowska (sinh ngày 29 tháng 7 năm 1946) là nhà khoa học máy tính, nhà giáo dục và nhà hoạt động người Ba Lan.

## Học vấn và nghề nghiệp
Năm 1970, bà tốt nghiệp trường Đại học Công nghệ Warszawa với chuyên ngành tự động hóa và máy tính toán. Một thập kỷ sau, bà nhận bằng tiến sĩ về khoa học kỹ thuật.
Bà tham gia nghiên cứu trên máy tính K-202 và KRTM (UMC-20) đời đầu.

## Sự nghiệp
Năm 1992, Kalinowska-Iszkowska làm việc cho công ty Digital Equipment Polska. Năm 1996, bà làm việc cho tập đoàn IBM Polska. Trong năm 1999–2000, bà làm việc tại TCH Systems SA. Năm 2004, bà làm việc cho công ty Positive và ComputerLand. Trong những năm 2004-2007, Kalinowska-Iszkowska làm việc cho tập đoàn HP Polska.
Bà từng là chuyên gia đánh giá của Ủy ban Châu Âu trong lĩnh vực bảo mật thông tin.
Từ năm 2000, bà tham gia nhiều cuộc thảo luận về nhu cầu của phụ nữ trong việc tham gia các ngành kỹ thuật, đặc biệt là trong lĩnh vực công nghệ thông tin. Từ năm 2008 đến năm 2011, bà là thành viên hội đồng quản trị của Trung tâm Phụ nữ và Công nghệ Châu Âu và đại diện của tổ chức này tại Ba Lan. Năm 2016, bà được coi là 1 trong số 10 phụ nữ hàng đầu ngành Công nghệ thông tin Ba Lan. Bà cũng tham gia tổ chức Kongres Kobiet (Tổ chức Đại hội Phụ nữ tại Ba Lan).

## Công trình nghiên cứu
- “Kobieta informatyk?” [Ai là nhà khoa học máy tính nữ?] (bằng tiếng Ba Lan).
- Kalinowska-Iszkowska, Małgorzata (tháng 1 năm 2002). E-learning System as Part of the KMS. Proceedings of the Baltic Conference. 2. BalticDB&IS. tr. 133–142.